# 後藤圭二
後藤 圭二（ごとう けいじ、1968年11月4日 - ）は、日本のアニメーター、アニメ監督、キャラクターデザイナー。東京都足立区出身。佐原 亜湖（さはら あこ）という別名義を使うこともある。日本アニメーター・演出協会（JAniCA）会員。

## 経歴・人物
OVAでは1993年の『超神伝説うろつき童子 未来篇4』（さとうけいいちと連名）、TVアニメでは1995年の『爆れつハンター』を皮切りに、キャラクターデザインを数多く手掛けている。1996年放送の『機動戦艦ナデシコ』では星野ルリ（ホシノ・ルリ）のデザインで、一躍人気アニメーターの座へ。1990年代には立体感を強調した特徴的なキャラクターデザインで一世を風靡し、顎の曲線を西洋の刃物の如く鋭角的にデフォルメし、大きく円らな瞳を強調した絵柄が特徴であったが、前者については後藤も少々やりすぎと気にしていたらしく、最近の絵柄では他人のそれと比較してもあまり気にならないレベルに落ち着いている。
高校卒業後はアニメ専門学校へ行かず、北爪宏幸が主宰した「アトリエ戯雅」に参加。ここは後藤が中学時代に安彦良和と並んでファンだったという、湖川友謙が主宰していたビーボォーの出身者で結成された作画スタジオである。後藤以外の新人は専門学校出身で、経験も無く何も知らなかった後藤は山下明彦から指導を受け、1年ほどで動画の仕事を覚える。初の動画は1987年放送の『ミスター味っ子』だった。
だが、「戯雅」はそれからすぐ諸事情により倒産。まもなく、「プロジェクトチーム・ムー」（「フェニックス・エンタテインメント」の前身）から動画マンが欲しいとの要請を受けて移籍した後藤は、ムーでも『超神伝説うろつき童子』シリーズなどの動画を1年経験した後、原画へ昇進する。初の原画は1988年の『アニメ三銃士』だった。その後、『ドラゴンクエスト ダイの大冒険』や『勇者シリーズ』を担当し、『伝説の勇者ダ・ガーン』では石田敦子と出会い、目の描き方などで影響を受ける。『BLUE SEED』を最後にフェニックスを辞め、フリーランスとなった後は葦プロダクションの『マクロス7』などを経て、XEBEC社長の下地志直に声を掛けられたのが縁となり、『爆れつハンター』でTVアニメ初のキャラクターデザインを担当。その後はオグロアキラと2人で小さなスタジオ「ブランカ」を結成し、主に勇者シリーズの仕事を担当した。
門之園恵美と結婚後、共に仕事を続ける一方で脚本家のきむらひでふみと3人で制作集団「Gimik」を結成。2002年には『キディ・グレイド』で初監督を務めるなど、以降は作画より演出を多く担当するようになった。コミックマーケットには、「ごっきー倶楽部」のサークル名で時折参加することがある。
作画を担当時の特徴として、目を大きく強調する、口元や鼻を小さく描くなどがある。作品によっては、本来の絵柄と大きくかけ離れることもある。

## 主な作品

### テレビアニメ

#### メインスタッフ
1995年
- 爆れつハンター（キャラクターデザイン、第1・11・17・19・25・26話作画監督）

1996年
- エルフを狩るモノたち（キャラクターデザイン、第12話作画監督）
- 機動戦艦ナデシコ（キャラクターデザイン、第1・19・26話作画監督、第6話メカ作監、第13話キャラ作監）

1997年
- はいぱーぽりす（キャラクターデザイン、第15話作画監督）
- エルフを狩るモノたちII（キャラクターデザイン）

2000年
- ゲートキーパーズ（キャラクターデザイン、第12・24話作画監督、第20話演出・絵コンテ・作画監督）

2001年
- SAMURAI GIRL リアルバウトハイスクール（キャラクターデザイン）

2002年
- キディ・グレイド（監督）

2004年
- うた∽かた（監督）

2007年
- 機神大戦ギガンティック・フォーミュラ（監督）

2009年
- キディ・ガーランド（監督）

2012年
- 戦国コレクション（監督）

2016年
- エンドライド（監督）

2020年
- 虚構推理（監督、第1話絵コンテ・演出・原画、OP/ED絵コンテ・演出・原画）

2023年
- 虚構推理 Season2（監督）

#### OP/EDアニメ
- 爆走兄弟レッツ&ゴー!!（1996年：後期オープニングアニメーション作画）
- 火魅子伝（1999年：オープニング・エンディングアニメーション）
- 女神候補生（2000年：オープニングアニメーション作画）
- スクライド（2001年：オープニングアニメーション原画）
- エレメンタル ジェレイド（2005年：オープニングアニメーション原画、佐原亜湖名義）
- ぺとぺとさん（2005年：オープニングアニメーション原画）
- ガンパレード・オーケストラ  （2005年：オープニングアニメーション）
- Fate/stay night（2006年：エンディングアニメーション原画）
- ふしぎ星の☆ふたご姫 Gyu!（2006年：第1・2期エンディングアニメーション絵コンテ、第1期エンディングアニメーション原画）
- BLOOD+（2006年：第4期オープニングアニメーション原画）
- アイシールド21（2006年：第3期オープニング・第4期エンディングアニメーション原画）
- 獣王星（2006年：オープニングアニメーション）
- スクールランブル 二学期（2006年：エンディングアニメーション）
- 天保異聞 妖奇士（2006年：第1期オープニングアニメーション原画）
- ストライクウィッチーズ（2008年：オープニングアニメーション原画）
- イタズラなKiss（2008年：第2期エンディングアニメーション演出）
- 夜桜四重奏 〜ヨザクラカルテット〜（2008年：オープニングアニメーション原画）
- 海月姫（2010年：オープニングアニメーション原画）
- Aチャンネル（2011年：オープニングアニメーション原画）
- Dororonえん魔くん メ〜ラめら （2011年：オープニングアニメーション原画）
- 神様ドォルズ（2011年：オープニングアニメーション原画）
- 輪るピングドラム（2011年：オープニングアニメーション原画）
- BLEACH（2011年：オープニングアニメーション原画）
- C3 -シーキューブ-（2011年：第2期オープニングアニメーション原画）
- 戦姫絶唱シンフォギア（2012年：オープニングアニメーション原画）
- Persona4 the ANIMATION（2012年：第2期オープニングアニメーション原画）
- AMNESIA（2013年：オープニングアニメーション原画）
- 革命機ヴァルヴレイヴ（2013年：第1・2期オープニングアニメーション絵コンテ・演出・原画）
- ONE PIECE（2013年：第16期オープニングアニメーション原画）
- BROTHERS CONFLICT（2013年：オープニングアニメーション原画）
- そにアニ -SUPER SONICO THE ANIMATION-（2014年：オープニングアニメーション原画）
- ディーふらぐ!（2014年：エンディングアニメーション原画）
- エスカ&ロジーのアトリエ 〜黄昏の空の錬金術士〜（2014年：エンディングアニメーション原画）
- デュラララ!!×2 承（2015年：オープニングアニメーション原画）
- To LOVEる -とらぶる- ダークネス 2nd（2015年：エンディングアニメーション絵コンテ・演出・原画）
- BanG Dream!（2017年：エンディングアニメーション絵コンテ・演出・原画）
- 覆面系ノイズ（2017年：オープニングアニメーション絵コンテ・演出・原画）
- あかねさす少女（2018年：オープニングアニメーション絵コンテ・演出・原画）

#### 各話スタッフ
1991年
- ドラゴンクエスト ダイの大冒険（第5・12話原画）

1992年
- 伝説の勇者ダ・ガーン（第1話原画）

1993年
- ヤダモン（第150話作画監督・原画）

1994年
- 魔法騎士レイアース（第2・7・12・16・21・26・31・36話作画監督）
- BLUE SEED（第8・13・17話作画監督）

1995年
- マクロス7（第26・31・38話作画監督）
- 新世紀エヴァンゲリオン（第九話原画）

1996年
- 赤ちゃんと僕（第4話原画）

1997年
- 少女革命ウテナ（第1・9話原画）
- 吸血姫美夕（-1998年：第2・26話原画）

1998年
- アキハバラ電脳組（第26話作画監督）
- ジェネレイターガウル（第3話絵コンテ、第3・12話原画）
- 快傑蒸気探偵団 TV ANIMATION SERIES（第5・26話原画）

2000年
- ヴァンドレッド（第1話原画）

2001年
- PROJECT ARMS（第6話絵コンテ）
- フルーツバスケット（第5・22話演出・絵コンテ）

2003年
- D・N・ANGEL（第20話演出・絵コンテ）
- 神魂合体ゴーダンナー!!（第6話絵コンテ）

2005年
- サムライチャンプルー（第26話原画）
- BLOOD+（第1・13・43話原画）
- ARIA The ANIMATION（第3話演出・絵コンテ・原画、第10話原画、第13話作監協力・原画）
- SHUFFLE!（第7話演出・絵コンテ・作画監督、第14話絵コンテ）
- 地獄少女（第十二話演出・絵コンテ、演出は佐原亜湖名義）

2006年
- 鍵姫物語 永久アリス輪舞曲（第6話絵コンテ）
- Ergo Proxy
- NANA（第4・12話原画）
- 獣王星（第8話絵コンテ）
- 機神咆吼デモンベイン（第1話原画）
- ARIA The NATURAL（第9話絵コンテ、第16話原画）

2007年
- ナイトウィザード The ANIMATION（第11話演出）

2008年
- 逮捕しちゃうぞフルスロットル（第18話絵コンテ）
- 逆境無頼カイジ（第24話絵コンテ）
- D.Gray-man（第76話絵コンテ）
- あまつき（第6話絵コンテ）
- 紅（第1・2話原画、第7話作画監督）
- ヴァンパイア騎士（第12話絵コンテ）
- スレイヤーズREVOLUTION（第5・12話アイキャッチ）
- マクロスF（第19・25話原画）
- 夏目友人帳（第8話絵コンテ）
- ひだまりスケッチ×365（第12話原画）
- ミチコとハッチン（第1話原画）
- 喰霊 -零-（第4話絵コンテ・演出・作画監督、第12話原画）
- とある魔術の禁書目録（第8話原画）

2009年
- はじめの一歩 New Challenger（第1話原画）
- 続 夏目友人帳（第6・7話絵コンテ、第11話原画）
- アキカン!（第11話原画）

2010年
- ヨスガノソラ（第2話原画）
- もっとTo LOVEる -とらぶる-（第8話絵コンテ）

2011年
- GOSICK -ゴシック-（第3・9話絵コンテ、佐原亜湖名義）
- Dororonえん魔くん メ〜ラめら（第2話絵コンテ）
- 神様ドォルズ（第1・3・5・7・9・12・13話原画、第3・6・11・13話絵コンテ）
- 輪るピングドラム（第10・19話絵コンテ・演出・作画監督、第24話エフェクト作画監督、第1・4・10・19・24話・スペシャル・アニメーション原画）
- NO.6（第2・6話原画）
- まよチキ!（第3話絵コンテ）
- 異国迷路のクロワーゼ The Animation（第5話絵コンテ・演出・作画監督・原画）
- C3 -シーキューブ-（第1話エンドカードイラスト）
- Persona4 the ANIMATION（第1話原画）

2012年
- ちはやふる（第15話絵コンテ）
- 輪廻のラグランジェ（第3話絵コンテ、佐原亜湖名義）
- となりの怪物くん（第9話作画監督、佐原亜湖名義）
- 新世界より（第12話作画監督、第12・19・25話原画、作画監督は佐原亜湖名義）

2013年
- AMNESIA（第7話絵コンテ、第3話原画）
- ONE PIECE （第592・601話絵コンテ）
- やはり俺の青春ラブコメはまちがっている。（第3話原画）
- 革命機ヴァルヴレイヴ（第10話原画）
- きんいろモザイク（第1話原画）
- BROTHERS CONFLICT（第3話絵コンテ・演出・原画）
- 八犬伝―東方八犬異聞― 第二期（第18話絵コンテ・演出、第23話絵コンテ）
- とある科学の超電磁砲S（第19話絵コンテ・演出）
- 宇宙戦艦ヤマト2199（第26話原画）
- ログ・ホライズン（第1話原画）
- 東京レイヴンズ（第1話原画）
- WHITE ALBUM2（第9話絵コンテ）

2014年
- ディーふらぐ!（第5話絵コンテ、第1・9話原画）
- ウィッチクラフトワークス（第6話絵コンテ・演出）
- ソウルイーターノット!（第4話絵コンテ）
- 神々の悪戯（第10・12話作画監督、佐原亜湖名義）
- selector spread WIXOSS（第8話絵コンテ・演出）
- 四月は君の嘘（第8話絵コンテ）

2015年
- ユリ熊嵐（第1話原画）
- デス・パレード（第4話絵コンテ）
- 境界のRINNE（第1・11・16話原画、第6話絵コンテ・作画監督、第10・11・22話絵コンテ、作画監督は佐原亜湖名義）
- ガンスリンガー ストラトス（第6話絵コンテ）
- デュラララ!!×2 転（第22話絵コンテ）
- スタミュ（第1話絵コンテ）

2017年
- 覆面系ノイズ（第2話絵コンテ）
- 将国のアルタイル（第9話絵コンテ）
- 地獄少女 宵伽（第9話絵コンテ、演出（佐原亜湖名義）
- Re:CREATORS（第21話絵コンテ）

2018年
- 学園ベビーシッターズ（第1話演出、原画）

2019年
- グリムノーツ The Animation（第1話原画）
- フルーツバスケット（第23話絵コンテ）

2021年
- 不滅のあなたへ（第8話絵コンテ）

2024年
- め組の大吾 救国のオレンジ（第14話絵コンテ）

### 劇場アニメ
- ドラゴンクエスト ダイの大冒険（1991年：原画）
- ドラゴンクエスト ダイの大冒険 起ちあがれ!!アバンの使徒（1992年：原画）
- 機動戦艦ナデシコ -The prince of darkness-（1998年：キャラクターデザイン・総作画監督）
- 魔法陣グルグル 劇場版（1996年：原画）
- 魔法学園LUNAR! 青い竜の秘密 ₋すっぽこ魔法作戦₋（1997年：原画）
- キディ・グレイド 劇場版三部作（2007年：監督）
- いばらの王 -King of Thorn-（2010年：原画）
- 劇場版 薄桜鬼 第一章 京都乱舞（2013年：原画）
- 暗殺教室 修学旅行編（2013年：監督・絵コンテ・演出） ※「ジャンプスーパーアニメツアー2013」上映作
- 映画ドラえもん のび太の宇宙英雄記（2015年：原画）
- 映画ドラえもん のび太の月面探査記（2019年：原画）
- 映画ドラえもん のび太の新恐竜（2020年：原画）
- 映画ドラえもん のび太の宇宙小戦争 2021（2022年：原画）

### OVA
- レリックアーマーLEGACIAM（1987年：動画）
- 竜世紀（1988年：動画）
- NINETEEN 19（1990年：原画）
- 冒険!イクサー3（1990年：原画）
- ソル・ビアンカ2（1991年：原画）
- 一本包丁満太郎（1991年：原画）
- ジャイアントロボ THE ANIMATION -地球が静止する日（1992年：原画）
- BASTARD!! -暗黒の破壊神-（1992年：原画）
- 超神伝説うろつき童子 未来篇4（1993年：キャラクターデザイン、佐原亜湖名義）　※18禁
- モルダイバー（1993年：原画）
- ドラゴンナイト外伝（1994年：キャラクターデザイン、佐原亜湖名義）　※15禁
- 精霊使い（1995年：原画）
- 卒業 〜Graduation〜（1995年：原画）
- GOLDEN BOY さすらいのお勉強野郎（1996年：原画）
- Ninja者（1996年：原画）
- 元祖 爆れつハンター（1996年-1997年：キャラクターデザイン）
- レイアース（1997年：精獣デザイン、原画）
- ゲキ・ガンガー3 熱血大決戦!!（1998年：ナデシコパート作画監督）
- てなもんやボイジャーズ（1999年：原画）
- R.O.D -READ OR DIE-（2002年：第3話原画）
- こすぷれCOMPLEX（2002年：原画）
- 電波的な彼女（2009年：原画）
- たまゆら（2010年：OP原画）
- 紅（2010年：第1話、第5話原画）
- 史上最強の弟子ケンイチ（2012年：第1話原画）

### ゲーム
- ダブルキャスト （1998年：キャラクターデザイン・作画監督）
- VIPER -M3- （1999年：佐原亜湖名義）
  - 18禁。上記のアニメ作品や『ダブルキャスト』の評判を受けてキャラクターデザインに起用され、ファンの注目を集めたが、一部原画に差しかかった時点で社長との意見の相違（契約時と条件が違う、など）から軋轢が生じてまもなく降板し、幻の作品となった。なお、作品自体は後に愛姫みかんがキャラクターデザインからやり直し、2002年に『VIPER -M3- 3.2』と改めて発売された。

### コミック
- ゲートキーパーズ（エースネクスト休刊につき未完）

### 書籍
- ジェミニ・ナイヴシリーズ（絵）学研・メガミ文庫
- Kinetic Girls　後藤圭二画集　角川書店、2003年

### イラスト
- ハヤテのごとく!トレーディングカードゲーム（コナミデジタルエンタテインメント）

## 同人誌
- ごきくら
- ごきくら2 ごきにいり
- ごきくら3 ゲーゴッキー
- ごきくら4 カラフルGee
- ごきくら5 撫
- ごきくら6 ゲートなゴキ ゴキなゲート
- ごきくら7 サマーごきサマー
- ごきくら8 てれげー。
- ごきくら9 トミ○、本!
- ごきくら10 ごきにいり2
- ごきくら11 ゲート21原画集
- ごきくら12 K・G
- ごきくら13
- ごきくら14 ごきカラー01
- ごきくら15 うた∽かた 原画集I
- ごきくら16 うた∽かた 原画集II
- ごきくら17 うた∽かた 原画集III
- ごきくら18 「SHUFFLE!」原画集
- ごきくら19 色々原画集その他諸々
- ごきくら20 SHADOW CAST DESIGN WORKS